# Phaeacius malayensis
Phaeacius malayensis là một loài nhện trong họ Salticidae.
Loài này thuộc chi Phaeacius. Phaeacius malayensis được Fred R. Wanless miêu tả năm 1981.